# Veroneser Kongress
Der Veroneser Kongress war eine Konferenz der Heiligen Allianz vom 20. Oktober bis 14. Dezember 1822 als vierter und letzter der Monarchenkongresse. Das Treffen fand in Verona statt, das zu jener Zeit österreichisch regiert wurde.
Teilnehmer waren:
1. Kaiser Franz I. von Österreich

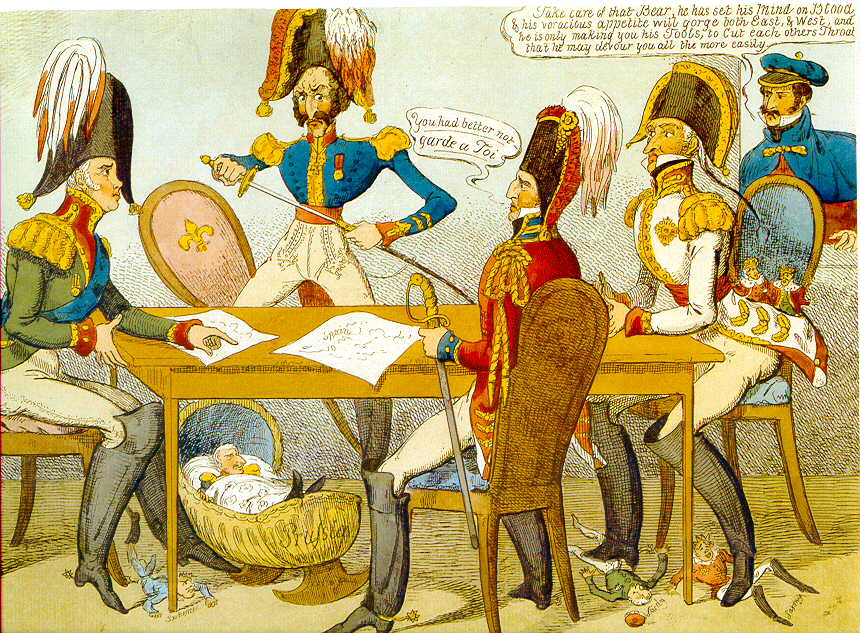
Zeitgenössische Karikatur des Kongress von Verona (1822)

  - begleitet von Außenminister Klemens Wenzel Lothar von Metternich
2. Zar Alexander I. von Russland
3. König Friedrich Wilhelm III. von Preußen
  - begleitet von Karl August von Hardenberg, der in der Zeit des Kongresses starb
4. König Ferdinand I. von Neapel-Sizilien
5. Duke of Wellington, auf Anfrage des englischen Außenministers George Canning
6. der französische Gesandte, Außenminister Mathieu de Montmorency-Laval mit François-René de Chateaubriand.

Der Kongress lehnte es ab, die griechische Unabhängigkeitserklärung anzuerkennen.
Gegen den Einspruch Englands wurde die Intervention in Spanien beschlossen und Frankreich deren militärische Durchführung übertragen. Die Monarchen wollten die Rückkehr der spanischen Bourbonen an die Macht. Canning plädierte in dieser Frage für die Nichteinmischung in innere Angelegenheiten Spaniens. Der dennoch gefasste Beschluss war Anlass für England, sich von der Heiligen Allianz loszusagen und 1824 die von Spanien abgefallenen südamerikanischen Staaten anzuerkennen.
Ferner einigte man sich, die österreichische Besetzung im Piemont zeitlich zu begrenzen und in Neapel einen Truppenabbau vorzunehmen.
Der Veroneser Kongress war Ausdruck des immer stärker einsetzenden Zerfalls der Heiligen Allianz.
In der Entourage des preußischen Königs befand sich unter anderem Alexander von Humboldt, der seinem Herrscher als kulturhistorischer Führer bei Ausflügen Dienste erwies.